# Jānis Straume
Jānis Straume (ur. 27 sierpnia 1962 w Siguldzie, zm. 10 lipca 2024 w Jurmale) – łotewski polityk i lekarz, parlamentarzysta, w latach 1998–2002 przewodniczący Sejmu, od 2002 do 2006 przewodniczący partii Dla Ojczyzny i Wolności/Łotewski Narodowy Ruch Niepodległości (TB/LNNK).

## Życiorys
Ukończył szkołę średnią w rodzinnej miejscowości, a w 1986 studia w Ryskim Instytucie Medycznym. Pracował jako lekarz w ryskim szpitalu klinicznym.
Od 1988 brał udział w działaniach łotewskich organizacji opozycyjnych i niepodległościowych, m.in. Helsinki-86, Łotewski Narodowy Ruch Niepodległości (LNNK) czy Kongres Obywateli Republiki Łotewskiej. Po połączeniu LNNK z ugrupowaniem Dla Ojczyzny i Wolności (TB) działał we wspólnej partii pod nazwą TB/LNNK. W latach 2002–2006 pełnił funkcję przewodniczącego tej formacji.
W latach 1993–2006 przez cztery kadencje sprawował mandat posła na Sejm Republiki Łotewskiej. W latach 1998–2002 zajmował stanowisko przewodniczącego Sejmu. Według dziennika „Neatkarīgā Rīta Avīze” znaczący wpływ na załamanie się kariery politycznej Jānisa Straumego, który w wyborach w 2006 nie uzyskał poselskiej reelekcji, miał skandal zwany „Jūrmalgeita”.
Od 2006 do 2010 był członkiem zarządu Wolnego Portu Ryga. W 2011 opuścił TB/LNNK, w tym samym roku został zatrzymany na prowadzeniu samochodu w stanie nietrzeźwości. Został prezesem przedsiębiorstwa SIA „Explain”. W 2014 kandydował do parlamentu z ramienia Vienoti Latvijai Ainārsa Šlesersa. W 2015 został zatrudniony w spółce energetycznej Latvijas Gāze.
10 lipca 2024 w Jurmale został potrącony przez pociąg, na skutek czego zmarł.